# Tephroseris
Tephroseris là một chi thực vật có hoa trong họ Cúc (Asteraceae).

## Loài
Chi Tephroseris gồm các loài: